# Anolis philopunctatus
Anolis philopunctatus este o specie de șopârle din genul Anolis, familia Polychrotidae, descrisă de Rodrigues 1988. Conform Catalogue of Life specia Anolis philopunctatus nu are subspecii cunoscute.